# アンドイ
アンドイ（ノルウェー語: Andøy）は、ノルウェーのヌールラン県最北端に位置する自治体。ベステローデン諸島の一部から成る。最大の島はアン島で、行政の中心地であるアンデネス村も位置している。
1964年1月1日にアンデネス、ビョルンスキン、ドヴェルベルグの各自治体が合併し誕生した。現在、アンデネス村は漁村として栄え、年がら年中多くの観光客でにぎわう。

## 基礎情報

### 紋章
現在の紋章は1983年7月7日に国王の認可を得た。デザインの波形はアンドイが沿岸部に位置していることと、この地における漁業の重要性を象徴している。

## 歴史と観光
アンデネス村は鉄器時代から比較的大きな漁村として栄えてきた。現在では夏にこの地へやってくるマッコウクジラを観察するホエールウォッチングの出発地になっている。

## 地理

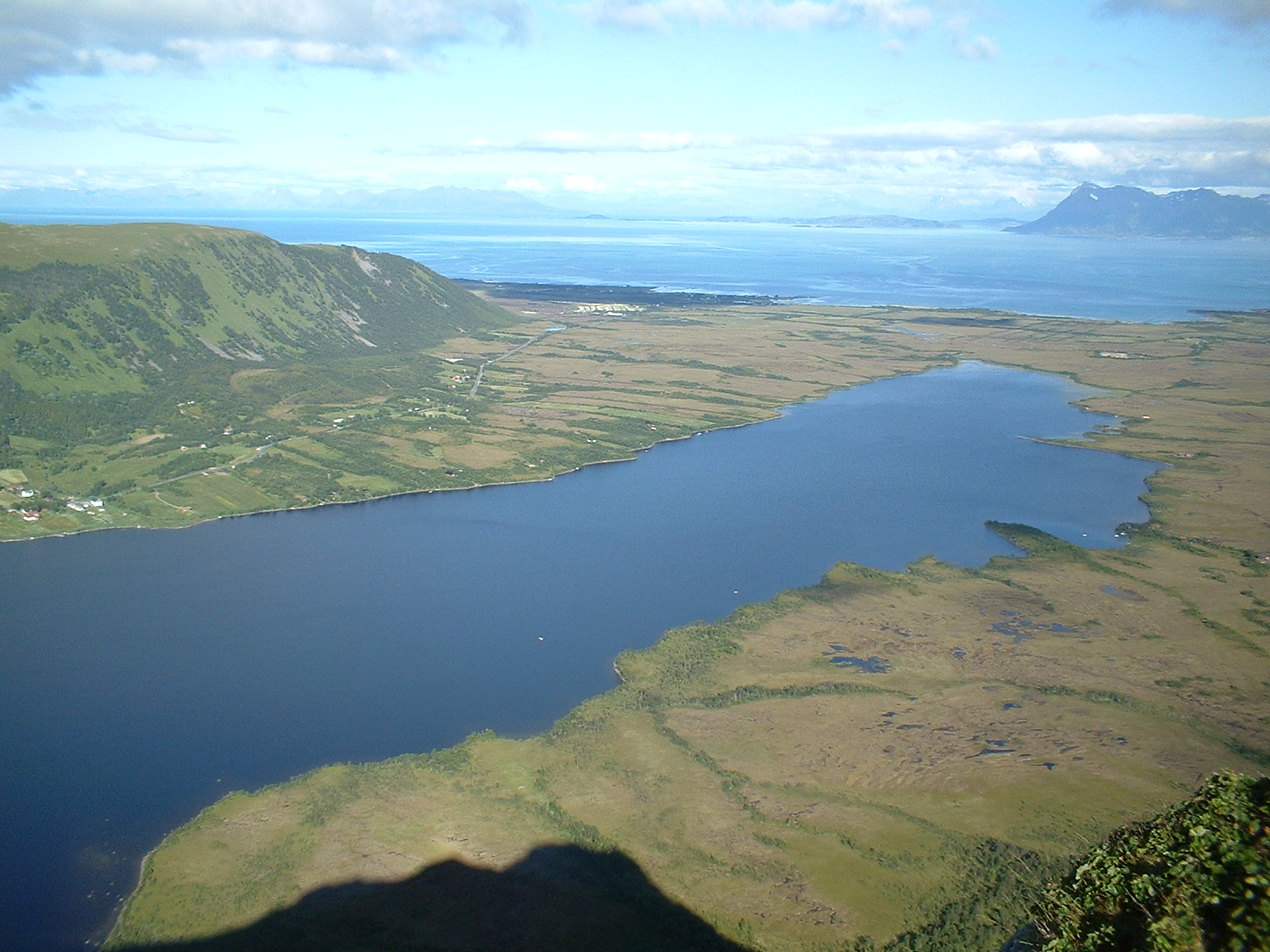
アン島の東部を見る

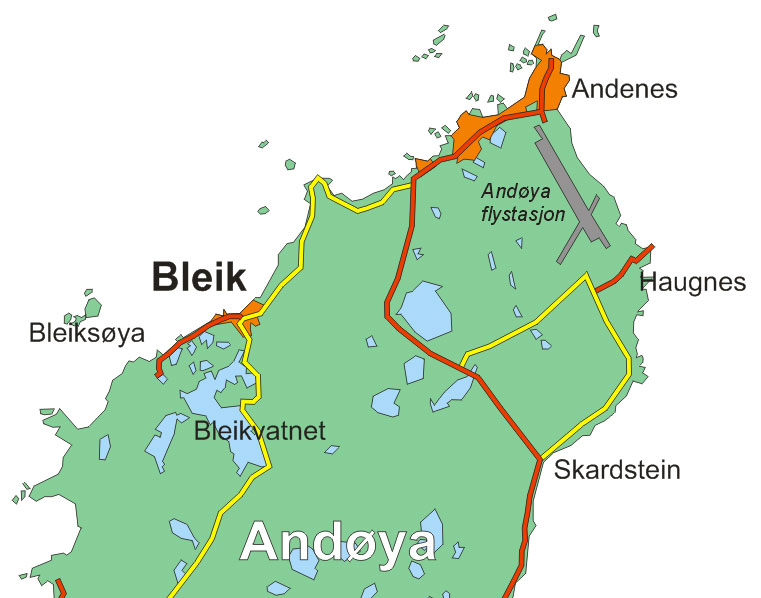
アン島北部の地図。アンデネス村は同島の北端に位置する

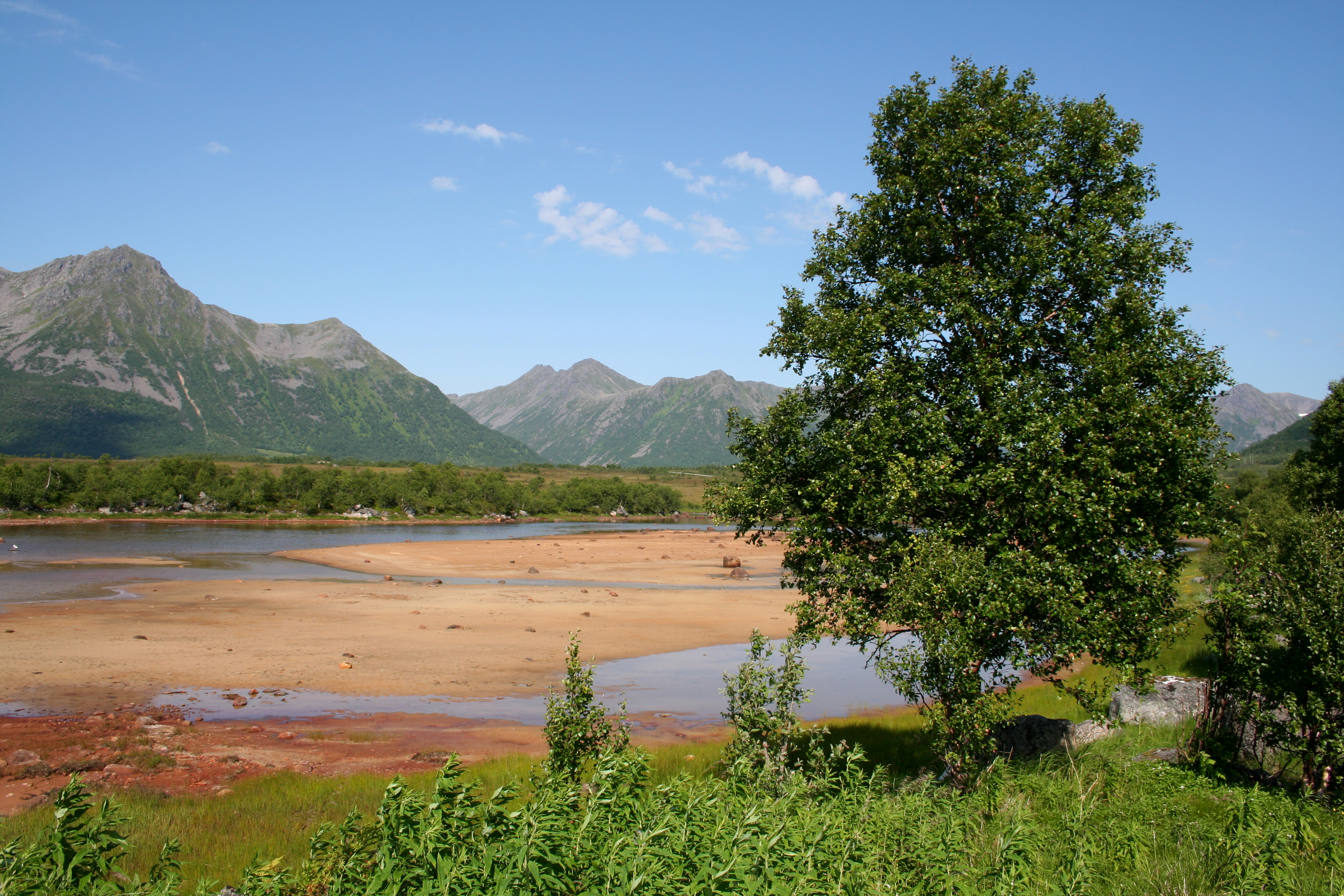
フォルフィヨルド渓谷

アンドイはベステローデン諸島最北のアン島の全域と、ノルウェーで最大かつ最も人口の多いヒン島の北部、さらにBleiksøya、Vomma、Stavaøyanなどの岩礁から成る。島の中央部は湿地帯になっており、ホロムイイチゴが自生している。また、ノルウェー大陸部では唯一、石炭や恐竜の化石が産出される。ヒン島のフォルフィヨルド渓谷自然保護区にはスカンジナビア半島で最も古い、樹齢700年以上のマツの木がある。
アン島北部のブレイク村の沖にあるブレイク島では、ニシツノメドリなどの巣が見られる。

## 交通
アン島のリソイハムン村にはノルウェーの沿岸急行船「フッティルーテン」が停泊し、アンデネスのアン島空港にはヴィデロー航空が乗り入れている。夏にはアンデネスとセニヤ島の漁村、グリレフィヨルドとの間でフェリーが運航される。車ではソルトランからルート82で北へ向かうと着く。

## 軍事
アンデネスの近郊にはアンドーヤ空軍基地があり、ノルウェー空軍第333飛行隊のP-3C海上哨戒機が配備されている。また、アンデネスから数キロ南へ行くと観測ロケットを発射するアンドーヤロケット発射場がある。